# Moberly (Misuri)
Moberly es una ciudad ubicada en el condado de Randolph en el estado estadounidense de Misuri. En el Censo de 2010 tenía una población de 13974 habitantes y una densidad poblacional de 439,87 personas por km².

## Geografía
Moberly se encuentra ubicada en las coordenadas 39°25′1″N 92°26′9″O / 39.41694, -92.43583. Según la Oficina del Censo de los Estados Unidos, Moberly tiene una superficie total de 31.77 km², de la cual 31.66 km² corresponden a tierra firme y (0.34%) 0.11 km² es agua.

## Demografía
Según el censo de 2010, había 13974 personas residiendo en Moberly. La densidad de población era de 439,87 hab./km². De los 13974 habitantes, Moberly estaba compuesto por el 86.42% blancos, el 9.71% eran afroamericanos, el 0.35% eran amerindios, el 0.58% eran asiáticos, el 0.01% eran isleños del Pacífico, el 0.34% eran de otras razas y el 2.58% pertenecían a dos o más razas. Del total de la población el 2.14% eran hispanos o latinos de cualquier raza.